# Нощна красавица
Нощната красавица, наричана още вечерна красавица, съмни-мръкни, четиричасово цвете или чудото на Перу (Mirabilis jalapa), е вид растение от семейство Вечеринкови (Nyctaginaceae). То е най-често отглежданият декоративен вид от рода Mirabilis и се предлага в разнообразни цветове. „Mirabilis“ на латински означава „прекрасен“, а „jalapa“ е столицата на щата Веракрус в Мексико. Този вид е бил култивиран от ацтеките за лечебни и декоративни цели, а в световен мащаб за козметични цели и като източник на багрило.
Растението пристига в Европа през 1525 г. Днес то е често срещано в много тропически региони и също е ценен декоративен вид на континента. Счита се за незначителен екологичен плевел в много части на света, където се е разпространил. Бяга от градините и стига до посевите и други нарушени площи. Способно е да издържа на продължителни суши поради грудковите му корени. То има потенциал да „надхитри“ местната растителност. Семената му са отровни при поглъщане.

## Разпространение и местообитание
Нощната красавица води произхода си от Централна и тропическа Южна Америка (Гватемала, Мексико, Чили и Перу), като се натурализира в тропически, субтропични и умерени региони по света. В по-хладните субтропични и умерени региони тя ще загине, обратно при първите студове или когато времето започне да застудява (особено след като напълно узрее и завърши самозасяването си), прораствайки през следващата пролет от грудкови корени.
В момента е натурализирана в много страни от Азия, Африка, Америка, Близкия Изток и Европа. В Реюнион първоначално е била декоративен вид, после обаче се натурализира на западния бряг, на надморска височина между 400 и 700 метра, и на южния бряг между 0 и 700 метра. Среща се в рудерални отломки и е сравнително честа растителност в бурените полета със захарна тръстика. Високото производство на семена и бързият растеж ѝ позволяват да покрие от 30% до 50% в участъците от тръстика.

## Описание
Това е многогодишно, тревисто, храстовидно растение, което достига височина около 1 метър, и по-рядко до 2 метра. Може да се отглежда и като едногодишно, особено в умерената зона. Едносеменните плодове са сферични, набръчкани и черни при узряване, като са започнали от зеленикавожълти. Стъблата са дебели, плътни, четириъгълни с много разклонения и възли.
Обикновено цветовете му се отварят от късния следобед или привечер (между 4 и 8 часа), което води до едно от често срещаните му имена – четиричасово цвете. След това те произвеждат силен, миришещ аромат през цялата нощ, като последва затварянето им завинаги. На следващия ден се отварят нови цветове.
Любопитно е, че цветя с различни цветове растат едновременно на едно и също растение. Едно цвете може да бъде и жълто, и червено, и пурпурно, розово или бяло или да има комбинация от едноцветни цветчета на едно растение. Освен това при различни цветя на едно и също растение могат да се появят различни комбинации от багри.
Друг интересен момент е промяната на цвета. Например, в жълтия сорт, с растежа на вечерната красавица, той може да показва цветя, които постепенно се променят до тъмно розов цвят. По същия начин белите цветя могат да се променят в светло виолетови. Цветята не се формират от венчелистчета, а по-скоро представляват пигментирана модификация на чашката. Те са във формата на фуния и пенталобни, нямат чашка.
Съцветията съдържат от три до седем несраснали цветя. Ароматните цветчета се отварят в късния следобед или в ранната вечер, а също и в облачно време, като излъчват аромат, напомнящ на тютюневото цвете, и привличат молци за опрашване. Антитезата продължава от 16 до 20 часа и по този начин присъства и във видимата част от деня. Цветовете се опрашват от молци с дълги езици от семейство Sphingidae.

### Химичен състав
От цветовете на растението са изолирани 8 бетаксантина (индикаксантин, вулгаксантин-I, мираксантин-I, II, III, IV, V и VI). Ротеноидите (мирабиалон А, В, С и D, 9-О-метил-4-хидроксибоеравинон В, боеравинон С и боеравинон F и 1,2,3,4-тетрахидро-1-метилизохинолин-7,8-диол) са извлечени от корените му.
Мастната киселина – 8-хидроксиоктадека-цис-11,14-диенова киселина, се отккрива в незначителни количества в маслото добито от семената на билката.
Анализът на метанолния екстракт от въздушните части на билката води до получаване на бета-ситостерол, стигмастерол, урсолова киселина, олеанолова киселина и брасикастерол.
Фракционирането с биологичен анализ на органичен екстракт от клетъчната маса от манипулирана растителна клетъчна култура на това растение, довежда до изолирането и последващата идентификация на изофлавон, ротеиноид и дехидроротеноид. Две от тези съединения са отговорни за антимикробната му активност срещу Candida albicans.
Фракционирането, ръководено от биологичен анализ на метанолния екстракт от нощна красавица, също довежда до изолиране на активен полифенолен амид: N-транс-ферулоил 4'-О-метилдопамин. Това съединение показва умерена активност като инхибитор срещу многорезистентния Staphilococcus aureus.

## Употреба
За медицински цели се употребяват предимно корените и листата на билката, а в някои краища на света и цялото растение. Декоративното му приложение е много по-широко застъпено, отколкото използването му като лечебно растение.
Цветовете се използват за оцветяване на храни. Младите листа биха могли да се консумират варени като зеленчук, само при кризисни ситуации, при липса на достатъчно храна. От цветята се получава ядливо багрило. Използва се за оцветяване на торти и желета. Семето се натрошава и се използва като заместител на пипер.
В билковата медицина части от растението могат да се използват като диуретик и лечебно средство за заздравяване на рани. Смята се, че коренът е афродизиак, както и че притежава диуретични и пургативни свойства. Паста от корена се прилага като лапа за лечение на краста и мускулни отоци. Сокът от него се включва в лечението на диария, лошо храносмилане и треска. Коренът на прах, смесен с царевично брашно, се изпича и използва при лечението на менструални нарушения.
Антивирусните протеини – мирабили, изолирани от билката, свидетелстват за неговите антивирусни и противогъбични действия, включително активност срещу различни мозаечни вируси.
Листата на нощната красавица са диуретични. Те се използват за намаляване на възпалението. Отвара от тях се употребява за лечение на абсцеси, а сокът от тях при рани.
На прах, семената на някои сортове вечерна красавица, се използват като козметика и багрило. Те се считат за отровни.
Растението има потенциал за биоремедиация на почви, замърсени с умерени концентрации на тежки метали като кадмий. Видът привлича колибри, насекоми, зайци и елени.
В Бразилия прахът от сухи цветя се шмърка, за да лекува главоболие и се използва кореновата отвара за измиване на рани и лечение на кожни състояния като проказа. В Перу сокът, извлечен от цветята, се използва за херпесни лезии и болки в ушите. Сокът, извлечен от корена, се използва за лечение на отити, диария, дизентерия, сифилис и чернодробни инфекции. В Мексико отварите от цялото растение се използват при дизентерия, заразени рани и ужилвания от пчели и скорпиони.